# کینه (فیلم ۱۳۳۳)
کینه نام فیلمی ایرانی است به کارگردانی و نویسندگی پرویز خطیبی که محصول سال ۱۳۳۳ است.

## خلاصه داستان
زن و شوهری جوان به خاطر اختلافات شدیدی که دارند از هم جدا می‌شوند و تنها فرزندشان نیز خانه را ترک می‌کند. زن برای دیدار فرزندش به خانهٔ شوهر می‌رود اما او را نمی‌یابد و از آن پس تمامی وقتش را صرف جستجوی فرزند گمشده‌اش می‌کند. کودک را پیرمردی پیدا کرده و نگه‌داری از او را به عهده می‌گیرد و پس از یک سلسله ماجرا سرانجام مادر فرزندش را می‌یابد.